# Tapinocyba gamma
Tapinocyba gamma är en spindelart som beskrevs av Chamberlin 1948. Tapinocyba gamma ingår i släktet Tapinocyba och familjen täckvävarspindlar. Inga underarter finns listade i Catalogue of Life.